# Educación abierta

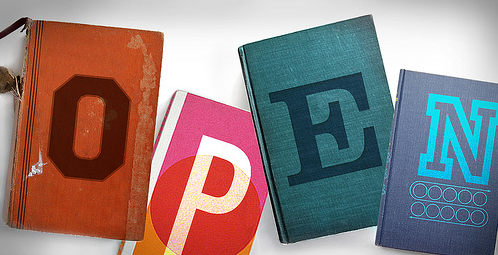
Educación Abierta

La educación abierta pretende modificar sustancialmente la forma en que los profesores y estudiantes interactúan con el conocimiento en un ambiente no presencial. Está constituida por recursos educativos abiertos tales como materiales de cursos con licencias abiertas, libros de textos, juegos, software y otros materiales que apoyan la enseñanza y el aprendizaje y además se basa en tecnologías abiertas que facilitan un aprendizaje de manera flexible y ayudan a compartir prácticas de enseñanza que facultan a los educadores a beneficiarse de las mejores ideas de otros compañeros.
Podemos tomar como modelo representativo la Universidad Abierta del Reino Unido, considerada como la primera universidad, creada en 1969, que de manera particular ofrece estudios universitarios abiertos. Lo hace a partir de sus necesidades propias en la oferta de estudios universitarios con flexibilidad de tiempo y lugar. Este modelo ha sido tomado por otros países que la han implantado y adecuado a necesidades particulares pero congruentes con las del Reino Unido.  

## Definición
Es un modelo educativo compuesto por diversidad de prácticas educativas centradas en la flexibilidad y la atención a las necesidades individuales de cada estudiante. El estudiante es el que determina qué, cuándo y cómo estudiar, pudiendo así acceder a aprendizajes independientemente de su nivel de cualificación inicial y de sus restricciones económicas, espaciales y temporales. Es un proceso inclusivo pues permite el acceso al derecho a la educación a una población que, por diversas razones, no forma parte del modelo presencial, por motivos que están incorporados en el ámbito laboral y por esta razón no pueden asistir a una institución o por sus diferentes necesidades, habilidades, intereses y competencias personales. Los recursos educativos abiertos (REA) y las tecnologías digitales son bases de estas prácticas abiertas.
Hace posible que todas las personas puedan acceder a experiencias y recursos educativos de calidad e implica cambios en el modo en el que los seres humanos creamos, intercambiamos y construimos conocimiento. Se inspira en el movimiento del software libre y da lugar a una nueva forma de entender la relación de quien enseña y de quien aprende con el conocimiento; el cual se usa, intercambia y modifica libremente a través de internet. Libre se entiende en el sentido de que se permite reutilizar y modificar recursos educativos creados por otras personas sin coste alguno, con libertad de uso, y abierto a la utilización de herramientas legales Licencia de código abierto.
La educación abierta está muy asociada al aprendizaje permanente y se dirige a personas de cualquier edad que quieren continuar aprendiendo o perfeccionándose en áreas específicas de conocimiento, pudiendo hacerlo en diferentes momentos, espacios, ritmos y de forma autónoma.

## Objetivos, ventajas e inconvenientes
La finalidad de la educación abierta es conseguir que cualquier persona en el mundo, sin restricción económica, técnica o legal, pueda acceder mediante una conexión a internet a la información que representa el conocimiento humano.
Algunas ventajas que presenta la educación abierta son:
- Acceso gratuito y de alta calidad a los REA.
- Impulso a la innovación en las aulas.[5]
- Fácil acceso, para cualquier persona y en cualquier lugar de los REA.[8]
- Autonomía en el control del aprendizaje.
- Uso, modificación y cooperación libre de la información, aumentando el acceso a la información.[5]
- Conexión entre comunidades de estudiantes y profesorado de todo el mundo.[5]
- El conocimiento del mundo es un bien público.[9]
- Acceso a contenidos actualizados.[9]
- Oferta variada de cursos promovidos por instituciones de prestigio internacional.[9]

Por otra parte, este tipo de educación también presenta algunos inconvenientes, entre los que destacan los siguientes:
- Problemas técnicos por una mala conexión a internet.[10]
- Desigualdad en el acceso por falta de recursos.[10]
- Alto coste de equipos de trabajo.
- Requiere un mayor esfuerzo y disciplina por parte del estudiante.
- Falta de formación en el profesorado y alumnado.[11]
- Pérdida de la socialización.[8]
- Intervención activa del tutor o tutora para evitar aislamientos.[10]
- Reutilización del material. Lamentablemente algunos recursos se encuentran en formatos que no son editables.[12]
- Calidad de los recursos.[12]
- Conseguir que todos los proyectos se planifiquen correctamente con el fin de que sean viables y permanentes.[12]

## Historia
La educación abierta, se inició a consecuencia del proceso de industrialización en el siglo XIX, la demanda de mano de obra calificada aumentaba considerablemente, dando como resultado un método de educación a distancia llamado educación por correspondencia. El desarrollo de la educación abierta viene dado por la expansión y crecimiento de los sistemas de correos, concretamente todo empieza alrededor de 1680 con el nacimiento del penny post, el cual permitía hacer envíos tanto de cartas como de paquetes a cambio de un penique. A raíz del correo postal, aparece un anuncio el 20 de marzo de 1728, en el que Caleb Phillips pública en la Gaceta de Boston ofreciendo material de enseñanza, así como tutorías semanales por correspondencia a cualquier persona perteneciente a Boston o a cualquier persona de la región deseosa de aprender.
Un siglo después, concretamente en 1833, aparece una reseña similar a la escrita por Caleb Philipps, pero en este caso posibilitando la comunicación bidireccional. Esta reseña corresponde a un periódico de Suecia, concretamente al número 30 del periódico Lunds Weckoblad en el que se avisa a las personas de las ciudades vecinas que se encuentran estudiando composición por correo, del cambio de dirección postal.
De una manera similar el año 1840, en Inglaterra, Issac Pitman diseña un sistema de enseñanza de la taquigrafía, en el que, a través del intercambio de tarjetas con los alumnos, estos podían interactuar con el profesor Pitman. De manera que este hecho se podría considerar como el inicio de la comunicación bidireccional dentro del ámbito educativo a distancia. Tal fue el éxito del sistema ideado por Pitman, que en 1843 se funda Phonographic Correspondence Society, la cual se encarga tanto de distribuir como de corregir las tarjetas ideadas por Pitman para el sistema de enseñanza de taquigrafía.
Tras la Segunda Guerra Mundial la oferta educativa era muy escasa. El sistema educativo tradicional no podía satisfacer la gran demanda de aprendizaje. Otro factor importante que propició el origen de la educación abierta fue la preparación especializada dentro de los propios trabajadores, que tenían que compaginar estudios y empleo al mismo tiempo. El contexto socioeconómico de esos años fue el generador de la educación abierta institucional, enfatizándose también la influencia de la tecnología como motor indispensable para la expansión de este tipo de instituciones. Destacan otros factores, esta vez de tipo ideológico, de donde surgen conceptos nuevos como la «democratización de la enseñanza» y la «justicia social frente a las desigualdades educativas».
Dentro del ámbito universitario y centrados en la educación abierta, la primera universidad considerada para ofrecer estudios universitarios abiertos y con carácter autónomo, así como de manera particular es la universidad de Reino Unido, Open University, la cual se creó en 1969 para ofrecer una educación abierta. Aunque ya en 1939, la Universidad de Iowa, organizó un sistema de enseñanza por teléfono para estudiantes con discapacidades o enfermedades. Después de estos hechos, muchas otras instituciones educativas han optado por la educación abierta. Un ejemplo, es la Universidad de Phoenix, la cual en 1976 creó su primer centro de enseñanza virtual. Y en 1991, se estableció un comité interinstitucional e interdisciplinario para la educación a distancia.
A grandes rasgos, la aparición e influencia de las licencias y el código libre, así como la web 2.0 y las universidades abiertas, sentaron las bases de la educación abierta en su vertiente actual. La educación superior abierta liberó el acceso, el software abierto aportó flexibilidad en torno a los recursos, y la web 2.0 abrió la educación a toda la sociedad.
Así, a las circunstancias que condujeron a la aparición en las universidades del Movimiento Educativo Abierto, entendido como acceso abierto a recursos educativos, se sumaron las iniciativas acerca de contenidos abiertos (en su copia, distribución, modificación y utilización), eclosionando a finales de los años noventa bajo la idea central de compartir la información. Con ello, algunas universidades estadounidenses, como el Massachusetts Institute of Technology, crearon programas de estudio accesibles por medio de Internet, bautizados con el nombre de OpenCourseWare, a partir de los cuales surgirían los repositorios de recursos educativos abiertos como iniciativa para crear, almacenar y compartir digitalmente, materiales de forma gratuita para su uso en educación.
En 2002, surgen los REA (Recursos Educativos Abiertos) promovidos por la UNESCO para la investigación y la docencia, de uso gratuito y abierto a investigadores, profesores y estudiantes. Para ello dispone de una comisión (ICODE) especializada en educación a distancia, abierta y en línea. En 2011, se lanzó el primer MOOC (Massive Open Online Course) sobre inteligencia artificial y la Universidad de Stanford inscribió a más de 160.000 personas. La institución Khan Academy trabaja con expertos en educación para generar cursos públicos que son compartidos en su página web. Algunas plataformas de aulas virtuales (como Moodle) son gratuitas, mientras que otras requieren una suscripción (como Blackboard).
En 2018, Orr, Weller y Farrow desarrollaron un instrumento para valorar la apertura de programas educativos abiertos (OOFAT model) que las instituciones pueden aplicar a sus programas para identificar áreas de oportunidad en aspectos como el contenido, la forma de llevarlo a los estudiantes y el tipo de reconocimiento que se otorga. El instrumento permite valorar la flexibilidad y la apertura de la oferta educativa. Este modelo se ha usado, por ejemplo, para caracterizar el sistema de educación abierta de la UNAM.
Actualmente en 2021, como consecuencia del desarrollo de las tecnologías de la información y la comunicación (TIC), los sistemas educativos se han adaptado a la gran demanda de estudiantes en diferentes puntos del globo. La educación abierta facilita la comunicación con diferentes recursos informáticos, rompiendo así la barrera del tiempo y el espacio.
Gracias a las transformaciones tecnológicas se ha reducido la distancia en las comunicaciones, provocando así un gran avance en enseñanza-aprendizaje no presencial. Mediante los recursos tecnológicos y una metodología adecuada, la educación no presencial puede ser de calidad igual e incluso superior a la educación presencial. Los medios de comunicación audiovisuales e informáticos integrados en plataformas virtuales posibilitan tanto la comunicación vertical profesor-estudiante, como la horizontal entre los usuarios del proceso de formación.

## Principios de la educación abierta
La estrategia de Educación Abierta se fundamenta en cuatro principios básicos:
1. El conocimiento debe ser abierto y libre para usarlo, modificarlo y reutilizarlo. Debe existir libertad para utilizar, difundir, aprender y adaptar cualquier contenido o recurso didáctico, atendiendo al contexto establecido para la institución educativa y a la diversidad del aula.[24]
2. Se debe fomentar y facilitar la colaboración y cooperación en la construcción y reelaboración del conocimiento, lo que permite una interacción sinérgica entre autores, docentes y estudiantes.[25]
3. Se debe recompensar el aporte realizado por nuevos creadores de contenidos con conocimientos valiosos e innovadores por contribuir a mejorar la educación y la investigación, posibilitando así la reducción del número de personas a nivel mundial que se estima que no podrán acceder a estudios universitarios por limitaciones en el número de plazas disponibles o por impedimentos económicos.[26]
4. La innovación educativa debe apoyarse en la puesta en práctica de las propuestas realizadas por las comunidades educativas. El uso de indicadores del proceso de enseñanza y aprendizaje contribuye a conocer la influencia de la Educación Abierta en la práctica docente diaria.[27]

## Elementos

### Recursos educativos abiertos, certificaciones y calidad
La educación abierta se encuentra vinculada a la existencia de recursos educativos abiertos (REA). Estos son materiales de enseñanza, aprendizaje e investigación en cualquier medio (digital o de otro tipo), que están en el dominio público o han sido publicados bajo una licencia abierta Creative Commons, que permite el acceso, uso, adaptación y redistribución sin coste por parte de otros sin restricciones. Disponen de los permisos 5R: retener (poseer y controlar el contenido), reutilizar (del contenido original), revisar (adaptar, ajustar, modificar o alterar el contenido en sí), remezclar (el contenido original con otro material para crear uno nuevo) y redistribuir (copias del contenido original, las revisiones realizadas o las mezclas con otros).
El uso de estos recursos se enfrenta a retos tales como: la falta de un conjunto unificado de materiales de alta calidad para todas las áreas y niveles; la falta de incentivos; la falta de estándares; y la falta de efectividad probada que se percibe como ausencia de calidad.
El cuestionamiento de la calidad de estos recursos es uno de los principales retos para su adopción. Para que el uso de los REA se generalice es necesario definir mecanismos claros de control de calidad y de reconocimiento de las competencias adquiridas. Los sistemas para determinar la calidad de los repositorios de REAs, se clasifican en tres tipos: 1) Estándares genéricos de calidad (ISO 9000 y EFQM); 2) Criterios específicos relacionados con la adquisición de competencias; 3) Calificación por expertos. Este último método, basado en una evaluación institucional o bien una evaluación por pares académicos es frecuentemente usado en los repositorios; en concreto, destaca el método LORI (Learning Object Review Instrument).

### Objetos de aprendizaje
Los objetos de aprendizaje son una parte esencial en la educación abierta. Se trata de piezas individuales que se pueden reutilizar, son autocontenibles y que sirven a fines instruccionales. Un objeto de aprendizaje tiene 4 componentes potenciales: objetivo instruccional, contenido, actividad de estrategia de aprendizaje y evaluación. Un Objeto de Aprendizaje es, por tanto, una unidad de aprendizaje autónoma e independiente predispuesta a la reutilización en múltiples contextos de instrucción. El tamaño de un LO es crucial para lograr el éxito en su reutilización. Si un LO consta de más de una idea, una de ellas debería ser la idea principal y las demás derivarse de ella o depender de ella. El éxito de la estrategia de LO depende de un proceso de desarrollo cuidadosamente pensado y metódicamente ejecutado. La planificación y producción se basan en dos procesos: conceptualización y desarrollo colaborativo.

### Prácticas educativas abiertas (PEA)
Las PEA son prácticas educativas que apoyan la creación, utilización y reutilización de recursos educativos abiertos de alta calidad, promocionando toda práctica pedagógica que fomente el uso de redes sociales para la aplicación de tecnologías participativas, el aprendizaje entre pares y la autonomía del alumnado en cuanto a producción y aplicación del conocimiento.
Su puesta en práctica debe ser diseñada por un equipo de codiseño, como fundamenta la investigación de la aplicación de una propuesta pedagógica basada en el uso de las PEA en la Universidad Nacional de Educación a Distancia, que puede utilizar un mapa de conjeturas como instrumento de investigación, con el fin de orientar la práctica del codiseño y el diseño de PEA por competencias. 
Los cinco componentes que debe presentar esta propuesta para su implementación son: enseñanza abierta, evaluación abierta, producción abierta de recursos educativos, planificación didáctica y diseño curricular abiertos. Este enfoque educativo hace posible que se generen nuevas experiencias, estrategias, oportunidades y contextos en el ámbito de la enseñanza y el aprendizaje.

## Características
A través de la modalidad de educación abierta se facilita la interacción entre estudiantes-docentes, estudiantes-estudiantes y estudiantes-materiales didácticos, puesto que el acceso y la conexión es constante, la interacción asincrónica se lleva a cabo a través de herramientas como las wikis, los foros y el correo electrónico, y estas ofrecen una solución para el intercambio de información en tiempos y lugares diferentes. Así se pretende fomentar el proceso de enseñanza-aprendizaje sin la necesidad de que el alumnado esté presencialmente en el aula. La educación abierta ofrece conocimiento accesible, disponible, modificable y libre para todos.
La educación abierta se caracteriza por permitir el acceso a todos sus materiales de manera gratuita, permitiendo que todos puedan reutilizar y modificar los recursos educativos, favoreciendo la construcción colaborativa del conocimiento con el simple acceso a las tecnologías de la información y la comunicación . La educación abierta facilita el acceso al conocimiento, proporciona plataformas para el intercambio, impulsa la motivación y conecta estudiantes y educadores alrededor del mundo.
La educación abierta permite un aprendizaje continuo del individuo, para que pueda formarse mientras trabaja o estudia un grado académico, y pueda mejorar en conocimientos, competencias y aptitudes a lo largo de toda su vida.
En cuanto a las características que el estudiante debe desarrollar en educación abierta cabría destacar:
- La lectura comprensiva.
- La capacidad para identificar, planear y resolver problemas.
- La capacidad de análisis y síntesis.
- Responsabilidad y organización con su propio proceso de aprendizaje.
- Participación activa en el proceso de aprendizaje.

En la educación abierta los estudiantes se caracterizan por jugar un papel activo, ya que son ellos mismos los que autodirigen su propio proceso de aprendizaje, permitiéndoles desarrollar todo su potencial educativo sin restricciones.